# Comisión Aliada
Tras la terminación de las hostilidades en la Segunda Guerra Mundial, los Aliados tenían el control de los países derrotados del Eje. Anticipándose a la derrota de Alemania y Japón, ya habían creado la Comisión Asesora Europea y una propuesta Comisión Asesora del Lejano Oriente para hacer recomendaciones para el período de posguerra. En consecuencia, administraron su control de los países derrotados a través de Comisiones Aliadas, a menudo denominadas Comisiones de Control Aliadas (ACC), que consisten en representantes de los principales Aliados.

## Italia
Con arreglo a las disposiciones del artículo 37 del Instrumento de Entrega del Armisticio con Italia, 29 de septiembre de 1943, la Comisión de Control para Italia se estableció el 10 de noviembre de 1943 y fue desmantelada tras la conclusión del Tratado de paz italiano en la Conferencia de Paz de París en 1947.

## Rumania
El Acuerdo de Armisticio con Rumania, firmado el 12 de septiembre de 1944, estableció, entre otros, lo siguiente:

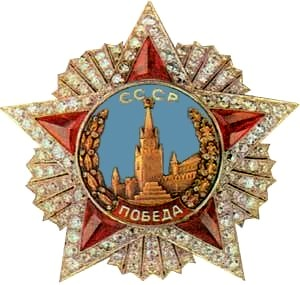
El rey Miguel I de Rumania recibió la Orden de la Victoria (la orden soviética más alta) por derrocar al mariscal pro-alemán Antonescu en el golpe del 23 de agosto.

- Artículo 1 "A partir del 24 de agosto de 1944, a las cuatro de la madrugada, Rumania ha interrumpido por completo las operaciones militares contra la Unión de Repúblicas Socialistas Soviéticas en todos los escenarios de guerra, se ha retirado de la guerra contra las Naciones Unidas, ha roto relaciones con Alemania y sus satélites, ha entrado en guerra y hará la guerra del lado de las potencias aliadas contra Alemania y Hungría con el fin de restaurar la independencia y soberanía rumanas, para lo cual proporciona no menos de doce divisiones de infantería con tropas del cuerpo."
- Artículo 4 "Se restablece la frontera estatal entre la Unión de Repúblicas Socialistas Soviéticas y Rumania, establecida por el Acuerdo Soviético-Rumano del 8 de junio de 1940."
- Artículo 18 "Se establecerá una Comisión de Control Aliada que se encargará, hasta la conclusión de la paz, de la regulación y el control de la ejecución de los presentes términos bajo la dirección general y las órdenes del Alto Mando Aliado (soviético), actuando en nombre de las Potencias Aliadas". En el anexo del artículo 18 se aclara que "El gobierno rumano y sus órganos cumplirán todas las instrucciones de la Comisión de Control Aliada derivadas del Acuerdo de Armisticio." y que la Comisión de Control Aliada tendría su sede en Bucarest.
- Artículo 19 "Los Gobiernos Aliados consideran nula la decisión del laudo de Viena sobre Transilvania y acuerdan que Transilvania en su mayor parte) [sic] debe devolverse a Rumania, sujeto a confirmación en el acuerdo de paz, y el Gobierno soviético acepta que las fuerzas soviéticas participar a tal efecto en operaciones militares conjuntas con Rumania contra Alemania y Hungría."

De conformidad con el artículo 14 del Acuerdo de Armisticio, se establecieron dos tribunales populares rumanos para juzgar a los presuntos criminales de guerra. El Tratado de Paz con Rumania se firmó el 10 de febrero de 1947 y entró en vigor el 15 de septiembre de 1947.
La Comisión, colocada bajo el liderazgo nominal del general soviético Rodión Malinovski (representado por Vladislav Petrovich Vinogradov) y estaba dominada por líderes del Ejército Rojo.
La Comisión fue una de las herramientas utilizadas por la Unión Soviética para imponer el régimen comunista en Rumania. Las fuerzas de ocupación soviéticas permanecieron en Rumania hasta 1958 y el país se convirtió en un estado satélite de la Unión Soviética, uniéndose al Pacto de Varsovia y al COMECON.

## Finlandia

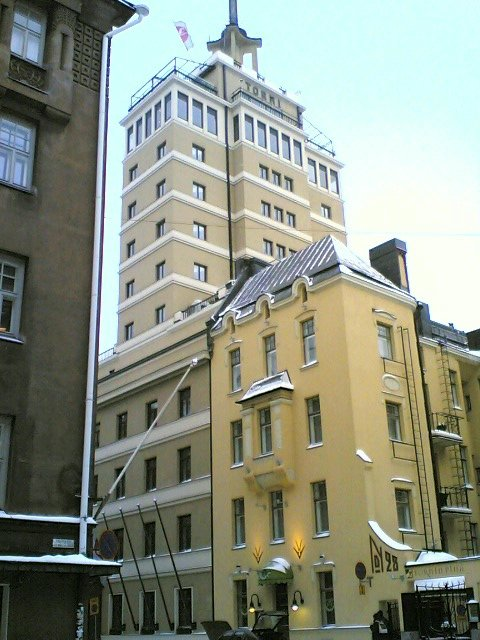
En Helsinki, la Comisión de Control Aliada ocupó el Hotel Torni.

La Comisión de Control Aliada (ACC) llegó a Finlandia el 22 de septiembre de 1944 para observar el cumplimiento finlandés del armisticio de Moscú. Constaba de 200 miembros soviéticos y 15 británicos y estaba dirigido por el coronel general Andréi Zhdánov. Como la comisión estaba prácticamente controlada en su totalidad por los soviéticos, incluso se la conocía oficialmente como la Comisión de Control Aliada (soviética) (Liittoutuneiden (Neuvostoliiton) valvontakomissio en finés). Inmediatamente después de su creación, la comisión requirió que Finlandia tomara medidas más enérgicas para internar a las fuerzas alemanas en el norte de Finlandia. El cumplimiento de Finlandia con la comisión resultó en una campaña para expulsar a las tropas alemanas restantes en el área. Al mismo tiempo, la Comisión también requirió que Finlandia se desmovilizara.
La ACC proporcionó a Finlandia una lista de líderes políticos contra los que Finlandia tenía que iniciar procedimientos judiciales. Esto requería una legislación ex post facto finlandesa. La ACC interfirió en los juicios por responsabilidad de guerra al exigir penas de prisión más largas de las que habría contenido el veredicto preliminar. La ACC también se esforzó por cambiar la vida política finlandesa al exigir la prohibición de varias organizaciones supuestamente fascistas (en la práctica, antisoviéticas), entre ellas la Guardia Civil. Además, la ACC exigía el retorno forzoso de todos los ciudadanos soviéticos, incluidos los finlandeses ingrios y los estonios, a la Unión Soviética.
Después de la guerra, los militares finlandeses colocaron parte de las armas de las tropas desmovilizadas en varios cientos de escondites distribuidos por todo el país. Los escondites se habrían utilizado para armar guerrilleros en caso de una ocupación soviética. Cuando el asunto se filtró al público, la comisión exigió a las autoridades finlandesas que investigaran y procesaran a los agentes y hombres responsables del almacenamiento en caché. El caso de la reserva de armas se siguió de cerca hasta que la ACC determinó que el caso era puramente una operación militar. La Comisión de Control Aliada salió de Finlandia el 26 de septiembre de 1947, cuando la Unión Soviética finalmente ratificó el Tratado de Paz de París.

## Bulgaria
El Acuerdo de Armisticio con Bulgaria 28 de octubre de 1944
- Artículo 1: "Al concluir las hostilidades contra Alemania, las fuerzas armadas búlgaras deben ser desmovilizadas y puestas en pie de paz bajo la supervisión de la Comisión de Control Aliada."
- Artículo 11: Los bienes extraídos del territorio de las Naciones Unidas deben devolverse a esos territorios bajo la supervisión de la Comisión de Control.
- Artículo 13: Los bienes pertenecientes a las potencias del Eje de Alemania y Hungría no deben devolverse sin el permiso de la Comisión de Control.
- Artículo 18: La Comisión "regularía y supervisaría la ejecución de los términos del armisticio bajo la presidencia del representante del Alto Mando Aliado (soviético)... Durante el período entre la entrada en vigor del armisticio y la conclusión de las hostilidades contra Alemania, la Comisión de Control Aliada estará bajo la dirección general del Alto Mando Aliado (soviético)."

Los representantes de Estados Unidos en la Comisión para Bulgaria fueron el General de División John A. Crane (28 de octubre de 1944 - 1 de marzo de 1946) y el General de División Walter M. Robertson (1 de marzo de 1946 - 10 de septiembre de 1947).

## Hungría
- Acuerdo de Armisticio con Hungría 20 de enero de 1945
  - Artículo 1: "Al concluir las hostilidades contra Alemania, las fuerzas armadas húngaras deben ser desmovilizadas y puestas en pie de paz bajo la supervisión de la Comisión de Control Aliada.
  - Artículo 6: Los bienes extraídos del territorio de las Naciones Unidas deben devolverse a esos territorios bajo la supervisión de la Comisión de Control.
  - Artículo 8: Los bienes pertenecientes a la potencia del Eje de Alemania no deben devolverse sin el permiso de la Comisión de Control.
  - Artículo 11: Hungría debería pagar la Comisión de Control Aliada y que "El Gobierno de Hungría también garantizará, en caso de necesidad, el uso y la reglamentación del trabajo de las empresas industriales y de transporte, los medios de comunicación, las centrales eléctricas, las empresas y las instalaciones de servicio público, depósitos de combustible y otros materiales, de acuerdo con las instrucciones emitidas durante el armisticio por el Alto Mando Aliado (soviético) o la Comisión de Control Aliada."
  - Artículo 17: "Órganos administrativos húngaros que se comprometen a llevar a cabo, en interés del restablecimiento de la paz y la seguridad, las instrucciones y órdenes del Alto Mando Aliado (soviético) o de la Comisión de Control Aliada emitidas por ellos con el fin de asegurar la ejecución de estos términos de armisticio."
  - Artículo 18: "Durante todo el período del armisticio, se establecerá en Hungría una Comisión de Control Aliada que regulará y supervisará la ejecución de los términos del armisticio bajo la presidencia del representante del Alto Mando Aliado (soviético)... Durante el período entre el Entrando en vigor el armisticio y la conclusión de las hostilidades contra Alemania, la Comisión de Control Aliada estará bajo la dirección general del Alto Mando Aliado (soviético)."
- Comisión de Control Aliada en Hungría; 20 de enero de 1945

Los representantes de Estados Unidos en la Comisión para Hungría fueron el general de división William S. Key (20 de enero de 1945 - 4 de julio de 1946) y el general de brigada George H. Weems (5 de julio de 1946 - 15 de septiembre de 1947).

## Alemania
El Consejo de Control Aliado (ACC) de Alemania supervisó las Zonas de Ocupación Aliada en Alemania. La ACC fue establecido por acuerdo del 5 de junio de 1945, complementado por el acuerdo del 20 de septiembre de ese mismo año, con sede en Berlín. Sus miembros eran Gran Bretaña, Francia, la Unión Soviética y los Estados Unidos de América. Las decisiones solo pueden tomarse por consenso. Desde el comienzo; los procedimientos se vieron gravemente comprometidos debido a la falta de cooperación sistemática de los representantes franceses. Los franceses habían sido excluidos (ante la insistencia de Estados Unidos) de la Conferencia de Potsdam y, en consecuencia, se negaron a reconocer cualquier obligación de que la ACC estuviera limitado por el Acuerdo de Potsdam. En particular, se resistieron a todas las propuestas de establecer políticas e instituciones comunes en toda Alemania en su conjunto, y cualquier cosa que temieran podría conducir al surgimiento de un eventual gobierno alemán unificado. La cooperación dentro de la ACC finalmente se rompió por completo cuando el representante soviético se retiró el 20 de marzo de 1948. Hasta 1971, la ACC no se reunió de nuevo y se preparó el escenario para la partición de Alemania en dos estados.
Después de la ruptura del ACC, las zonas de ocupación británica, francesa y estadounidense y los sectores británico, francés y estadounidense en Berlín fueron gobernados por la Alta Comisión Aliada con miembros de Gran Bretaña, Francia y Estados Unidos. mientras que la zona soviética y el sector soviético de Berlín estaban gobernados por el presidente de la Comisión de Control Soviética, más tarde el Alto Comisionado soviético. El papel de los Altos Comisionados cesó cuando las tres zonas occidentales (distinta de Berlín) y la zona soviética (distinta de Berlín) adquirieron soberanía de facto como la República Federal de Alemania ('Alemania Occidental') y la República Democrática Alemana ('Alemania del Este') (sujeto a ciertas restricciones).
La ACC se reunió de nuevo en 1971, lo que dio lugar a un acuerdo sobre arreglos de tránsito en Berlín. Durante las conversaciones para la unificación de Alemania a finales de 1989, se decidió convocar nuevamente a la ACC como foro para resolver el tema de los derechos y privilegios de los Aliados en Alemania. La disolución de la ACC fue anunciada oficialmente por el Tratado Dos más Cuatro del 12 de septiembre de 1990, en vigor a partir del 15 de marzo de 1991. La ACC se reunió por última vez el 2 de octubre de 1990, en vísperas de la reunificación alemana.

## Austria
Los líderes aliados previeron la creación de una Comisión Aliada para Austria en las diversas sesiones de la Comisión Consultiva Europea en 1944. El asunto se volvió más urgente tras la toma de Viena por los soviéticos del control alemán el 13 de abril de 1945. Las autoridades soviéticas en Viena decidió establecer un nuevo gobierno austriaco sin consultar previamente con los demás líderes aliados, y el 27 de abril, el líder socialista austriaco Karl Renner formó un gobierno en Viena. Los gobiernos británico, estadounidense y francés se negaron al principio a reconocer al gobierno de Renner y, para socavar el movimiento soviético, decidieron comenzar de inmediato con los procedimientos para establecer una comisión conjunta para Austria. Sin embargo, el gobierno soviético retuvo el permiso para que los representantes aliados ingresaran a Viena entre fines de abril y principios de mayo, argumentando que el acuerdo sobre la partición de Viena en cuatro zonas de ocupación debe hacerse antes de la llegada de otras tropas a la misma. Como resultado, fue solo el 4 de junio que una delegación de generales estadounidenses, británicos y franceses pudo llegar a Viena para inspeccionar las condiciones en el área. Sin embargo, no se avanzó mucho a lo largo de junio, ya que las autoridades soviéticas restringieron el movimiento de los aliados occidentales en Viena y sus alrededores. A lo largo de junio, las negociaciones para un acuerdo sobre la división de Austria en zonas de ocupación se llevaron a cabo en Londres dentro de la Comisión Asesora Europea, y el acuerdo se concluyó el 4 de julio de 1945, sujeto a una nueva aprobación. El acuerdo fue luego aprobado por los cuatro gobiernos aliados. El 12 de julio fue aprobado por los gobiernos británico y francés. El 21 de julio, el gobierno soviético dio su aprobación, y el gobierno de Estados Unidos izo lo mismo el 24 de julio. El 27 de junio de 1945, poco antes de la formación de la Comisión Aliada para Austria, el Estado Mayor Conjunto de Estados Unidos mitió una ordenanza autorizando al General Mark Wayne Clark como comandante en jefe de las fuerzas de ocupación estadounidenses en Austria. Con respecto a la futura comisión para Austria, la directiva decía:

Como tal, será miembro de los Estados Unidos del Consejo Aliado de la Comisión Aliada de Austria y también será responsable de la administración del gobierno militar en la zona o zonas asignadas a los Estados Unidos con fines de ocupación y administración.

La Comisión Aliada para Austria fue establecida por el Acuerdo sobre Maquinaria de Control en Austria, firmado en la Comisión Asesora Europea en Londres el 4 de julio de 1945. Entró en vigor el 24 de julio de 1945, el día en que los Estados Unidos dio la notificación de aprobación, el último de los cuatro poderes para hacerlo. Fue complementado por un acuerdo del 28 de junio de 1946, que permitió al gobierno austriaco llevar a cabo las relaciones exteriores.
El 9 de julio de 1945 se concluyó un acuerdo separado para la división de la ciudad de Viena en cuatro zonas de ocupación. Este acuerdo fue aprobado por el gobierno británico el 12 de julio, el gobierno francés el 16 de julio, el gobierno soviético el 21 de julio y el Gobierno de Estados Unidos el 24 de julio.
Austria se dividió en cuatro zonas: estadounidense, británica, francesa y soviética. Viena, siendo la capital, estaba igualmente dividida pero en su centro había una Zona Internacional, cuya soberanía alternaba a intervalos regulares entre las cuatro potencias. La comisión tenía su sede en Viena.
Un problema al que se enfrentó la comisión fue la cuestión del gobierno provisional de Karl Renner, que fue establecido unilateralmente por el gobierno soviético a principios de mayo de 1945. Los demás gobiernos aliados se negaron al principio a reconocerlo, pero el 1 de octubre de 1945, la comisión hizo la siguiente recomendación:

El Consejo examinó la cuestión del gobierno austriaco provisional y está haciendo recomendaciones a sus respectivos gobiernos. El Consejo decidió el restablecimiento de una prensa libre en toda Austria, sujeto únicamente a condiciones de seguridad militar. También decidieron que, a partir del 1 de diciembre, el uso de uniformes militares a menos que estén teñidos de un color que no sea gris o caqui está prohibido a los ex miembros del ejército alemán y a los civiles austriacos.

La comisión recomendó el reconocimiento del gobierno de Renner a cambio de la introducción de la libertad de prensa y la celebración de elecciones libres.
La comisión para Austria fue desmantelada tras la celebración del Tratado de Estado austríaco el 15 de mayo de 1955.

## Japón
Se acordó en la Conferencia de Ministros de Relaciones Exteriores de Moscú, y se hizo público en un comunicado emitido al final de la conferencia el 27 de diciembre de 1945, que la Comisión Asesora del Lejano Oriente (FEAC) se convertiría en la Comisión del Lejano Oriente (FEC), que sería tener su sede en Washington y supervisaría el Consejo Aliado de Japón. Este arreglo era similar a los que los Aliados habían establecido para supervisar a las potencias derrotadas del Eje en Europa. En una imagen especular de los países del Eje, como Hungría, que cayó ante la Unión Soviética y fueron ocupados solo por el Ejército Rojo, habiendo caído Japón en manos de los Estados Unidos y ocupado por el Ejército de los Estados Unidos, Estados Unidos obtuvo la posición dominante en el Consejo Aliado de Japón con sede en Tokio. El cambio de nombre de la FEAC a FEC fue significativo porque, como informó el Secretario de Estado de Estados Unidos, James F. Byrnes después de la Conferencia, "Ya el 9 de agosto invitamos a la Unión Soviética, Gran Bretaña y China a unirse a nosotros para llevar a cabo los objetivos de la Declaración de Potsdam y los Términos de Rendición de Japón. La Comisión Consultiva del Lejano Oriente se estableció en octubre, pero Gran Bretaña tenía reservas con respecto a su carácter consultivo, y la Unión Soviética solicitó una decisión sobre la maquinaria de control en Tokio antes de unirse a la labor de la Comisión". Como se acordó en el comunicado, la FEC y el Consejo Aliado fueron desmantelados tras el Tratado de San Francisco el 8 de septiembre de 1951.